# Mustang (reino)

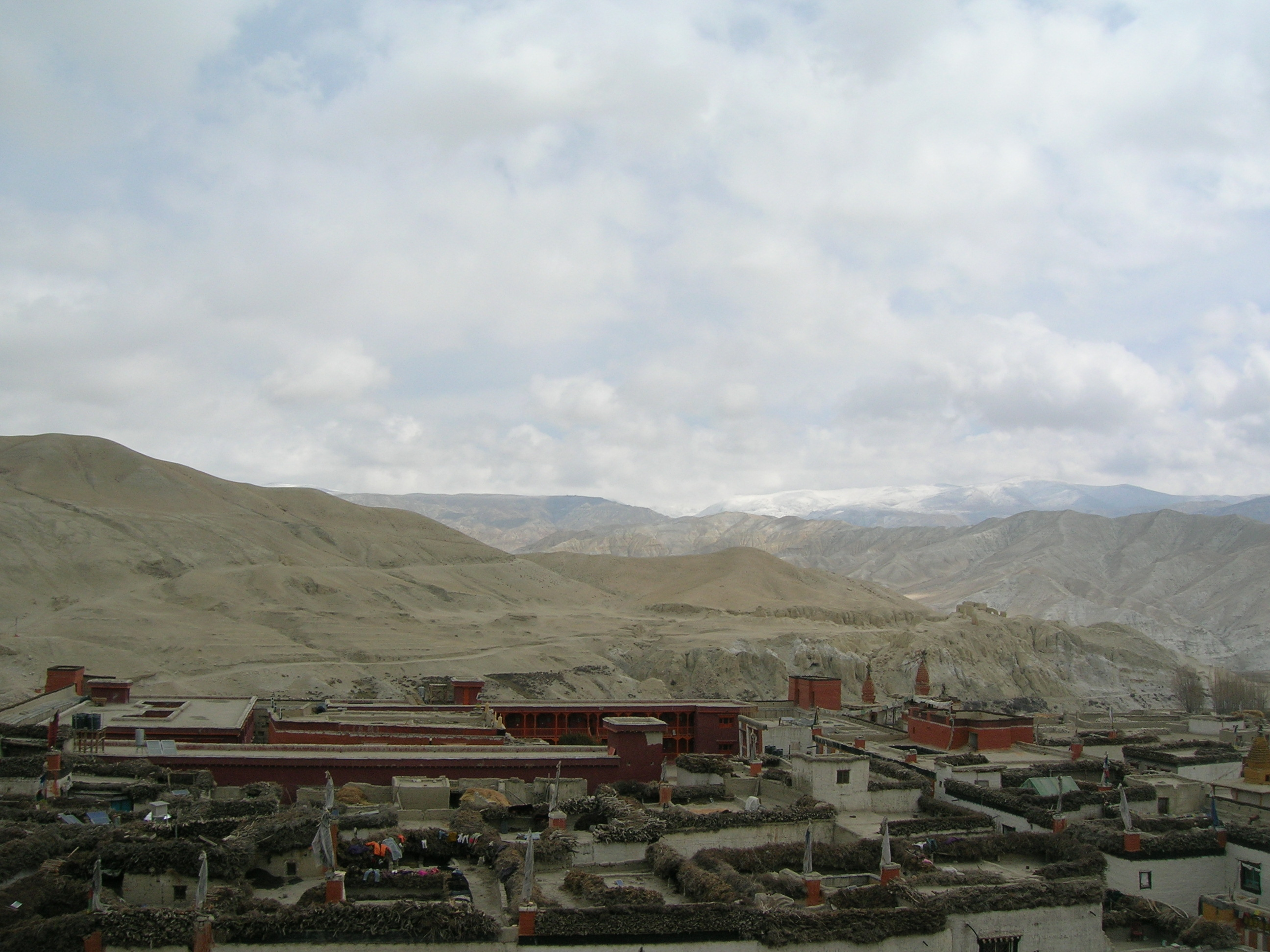
Vista parcial de Lomanthang, a capital do Reino de Mustang

Mustang (do tibetano Mun Tan; Wylie: smon-thang, denotando um campo fértil), também conhecido como Reino de Lo, foi um reino localizado no interior do Nepal. Após ter sido durante mais de dois séculos um estado vassalo do reino nepalês, foi formalmente extinto em 2008, na sequência da implantação da república naquele país.
O território do antigo reino, que também é designado como Alto Mustang, situa-se a mais de 2 500 metros de altitude, no nordeste do país, no planalto do Tibete, ao longo da fronteira com a China (Tibete). Tem aproximadamente 80 quilômetros de extensão na direção norte-sul e 45 km de largura. Atualmente constitui a parte norte do distrito de Mustang (aproximadamente dois terços) e uma pequena parte do lado oriental do distrito de Dolpa. [carece de fontes?] A capital do reino era Lomanthang, que continua a ser a povoação mais importante do vale do Kali Gandaki a norte de Kagbeni, a aldeia que marca a fronteira sul do Alto Mustang.
O reino é conhecido como um "Tibete fora das fronteiras do Tibete", pois sobreviveu à invasão chinesa de 1951, e até hoje apresenta diversas características da cultura tradicional tibetana, embora desde o final do século XVIII pertença politicamente, ao Nepal. As principais fontes de subsistência são a criação de animais domésticos e o comércio. A região de Mustang está no principal corredor que atravessa o Himalaia e liga o planalto Tibetano e a Ásia Central às planícies tropicais da Índia — o vale do Kali Gandaki, — e devido a esta posição estratégica passou por diversas guerras, e viu o florescimento de diversas práticas culturais e religiosas.